# Білл Річардсон (бодібілдер)
Білл Річардсон (англ. Bill Richardson; Англія) — англійський професійний бодібілдер. Учасник відомих конкурсів таких як Ніч Чемпіонів і Чикаго Про.

## Біографія
Білл Річардсон народився в Англії. За свою кар'єру брав участь у багатьох змаганнях, але значного успіху не досяг. Зокрема 2 рази брав участь у відомому конкурсі Ніч Чемпіонів у 1988 і 1991 роках, посівши 16 місце (на обох змаганнях). Окрім цього, брав участь у Містер Всесвіт, де зайняв 1 місце. Також неодноразово змагався за титул Містер Британія.
У 2004 році введений в Зал Слави The Oscar Heidenstam Foundation.
У 1985 році Білл Річардсон у співавторстві з Девідом Вебстером видали книгу «Супер м'язи. Бодібілдинг з Містер Всесвіт». Видавець — A & C Black Publishers Ltd. Також Річардсон з'являвся на обкладинках популярних журналів, таких як «М'язи і Спорт».

### Діти
Старшій дитині Білла Аманді виповнилось 48 років (1968 року народження). Також має інших дітей: Шон, Кліфтон, Марк та Елізабет.

## Виступи
- Гран Прі Данія — 13 місце (1991);
- Ніч Чемпіонів — 16 місце (1990, 1988);
- Гран Прі Англія — 14 місце (1988);
- Гран Прі Німеччина — 15 місце (1988);
- Гран Прі Греція — 11 місце (1988);
- Гран Прі Іспанія — 13 місце (1988);
- Гран Прі Італія — 16 місце (1988);
- Гран Прі Франція — 18 місце (1988);
- Чикаго Про — (1988).